# 阿齐兹·桑贾尔
阿齐兹·桑贾尔（土耳其語：Aziz Sancar，1946年9月8日—），土耳其人，具有土耳其美國雙重國籍。生物化学家和分子生物学家，专门从事DNA修复、细胞周期检查点、生物钟方面的研究。他是土耳其科学院和美国文理科学院的会员。
2015年，阿齐兹·桑贾尔与托马斯·林达尔、保罗·莫德里奇共同凭借在“DNA修复的细胞机制方面的研究”获得诺贝尔化学奖。他是第二位土耳其籍诺贝尔奖得主，而第一位是奥尔汗·帕穆克，也是伊斯坦布尔大学校友。

## 生平
阿齐兹·桑贾尔生于一个贫苦的家庭，八个孩子中排行第七，父母都是文盲。桑贾尔1969年在土耳其的伊斯坦布尔大学获医学学位，并于1977年在C·斯坦·鲁伯特博士指导下在德克萨斯大学达拉斯分校获分子生物学博士学位，论文题目是关于大肠杆菌的光激活酶。
阿齐兹2005年当选为美国国家科学院院士。阿齐兹·桑贾尔是北卡罗莱纳大学教堂山分校生物化学与生物物理系莎拉·格雷厄姆·凯南生物化学教授。
阿齐兹·桑贾尔长期从事光照情况下的细胞生物学研究达20年之久。他花费时间最长的研究涉及光解和光激活的机制，对这些机制的探索已有近20年时间，直接观察到了光解酶修复胸腺嘧啶二聚体的过程。